# SN 1993J

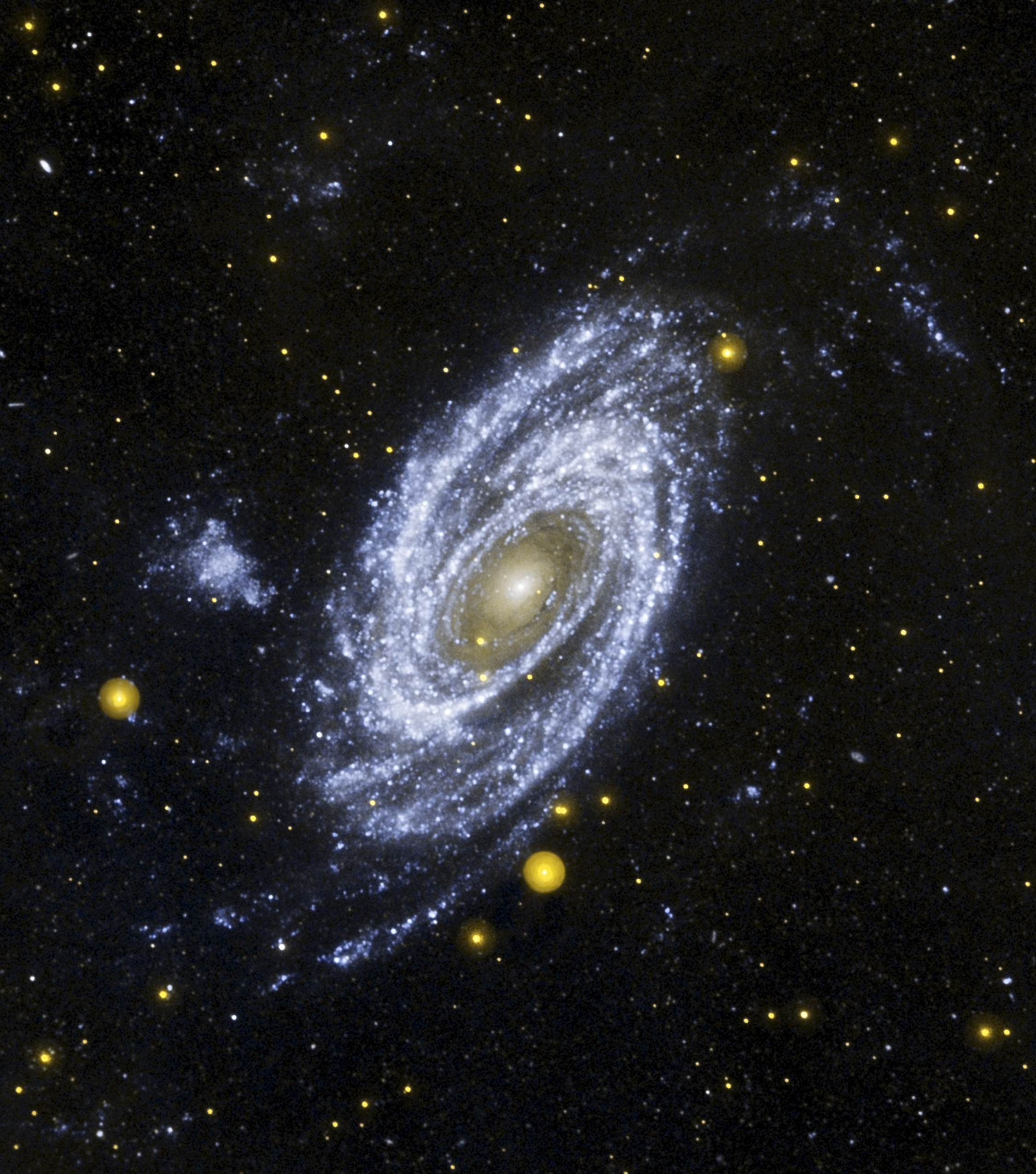
GALEXによるM81の紫外線画像
Credit:GALEX/NASA/JPL-Caltech.

SN 1993Jは、M81で観測された超新星である。1993年3月28日にスペインのF. Garciaが発見した。当初、SN 1987Aに次いで、20世紀に発見された2番目に明るいII型超新星であると考えられていた。
超新星のスペクトルの特徴は、時間を経るにつれて変化した。最初は、強い水素の放出線があり、II型超新星のスペクトルにより近かったが、後に水素の線は消えて強いヘリウムのスペクトル線が現れ、Ib型超新星により似たスペクトルとなった。さらに、SN 1993Jの光度の経時的な変化は、II型超新星で観測される光度変化ではなく、Ib型超新星のものに近かった。これにより、この超新星は、II型とIb型の中間に位置するIIb型に分類された。この超新星から、Ib型とIc型の超新星は実際は、II型超新星と似た過程で巨星が爆発して生じることを示唆した。またこの超新星は、M81までの距離を8.5 ± 1.3 × 106光年と推定するためにも用いられた。
爆発の光エコーは、その後も検出された。
SN 1993Jの祖先星は、爆発前に地上から撮影された画像によって同定された。祖先星は、K型巨星で、恐らく周囲の熱い恒星や熱い伴星のために紫外線過剰であった。超新星は、若く重い恒星の集まる領域に位置したが、後のハッブル宇宙望遠鏡やW・M・ケック天文台の10m望遠鏡による観測によって、長い間疑われていたB型超巨星の伴星の存在が明らかとなった。